# American Broadcasting Company
American Broadcasting Company (ABC) este o rețea americană de radio și difuzare comercială de televiziune care servește drept proprietate emblematică a diviziei Disney Entertainment a The Walt Disney Company. ABC are sediul la Riverside Drive în Burbank, California, direct peste drum de Walt Disney Studios și adiacent la Team Disney – Roy E. Disney Animation Building. Rețeaua menține birouri secundare la 77 West 66th Street în Upper West Side al Manhattan, New York City, care găzduiește centrul său de difuzare și sediul diviziei sale de știri, ABC News.
Din 2007, când ABC Radio (cunoscut și ca Cumulus Media Networks) a fost vândut la Citadel Broadcasting, ABC și-a redus operațiunile de transmisiune aproape exclusiv la televiziune. Cea mai tânără dintre rețelele de televiziune americane "Big Three", rețeaua este uneori referită ca Alphabet Network, întrucât inițialismul său reprezintă și primele trei litere ale alfabetului englez în ordine.
ABC a fost lansată ca o rețea de radio în 1943, ca succesor al NBC Blue Network, care a fost cumpărată de Edward J. Noble. Ea și-a extins operațiunile la televiziune în 1948, pe urmele rețelelor de difuzare consacrate CBS și NBC, și, de asemenea, mai puțin-cunoscutul DuMont. În mijlocul anilor 1950, ABC a fuzionat cu United Paramount Theatres (UPT), un lanț de cinematografe de film care au operat anterior ca o filială a Paramount Pictures. Leonard Goldenson, care a fost șef al UPT, a făcut noua rețea de televiziune de atunci profitabilă, ajutând la dezvoltarea și la unda verde a multor seriale de televiziune de succes. În anii 1980, după cumpărarea unui interes de 80 de procente în canalul de sport prin cablu ESPN, părintele corporativ al rețelei, American Broadcasting Companies, Inc., a fuzionat cu Capital Cities Communications, proprietar al mai multor posturi de televiziune și radio și publicații tipărite, să formeze Capital Cities/ABC Inc., care la rândul său a fuzionat cu Disney în 1996.
ABC are opt stații de televiziune deținute și operate și mai mult de 230 de stații de televiziune afiliate în Statele Unite și teritoriile sale. Unele stații afiliate cu ABC pot fi urmărite și în Canada prin furnizori de televiziune cu plată, și anumiți alți afiliați pot fi, de asemenea, recepționați prin aer în zonele din apropierea graniței Canada-Statele Unite ale Americii, deși cea mai mare parte a programelor sale de primă ore este supusă reglementărilor de substituție simultană pentru furnizorii de televiziune cu plată impuse de Comisia canadiană de radio-televiziune și telecomunicații. (CCRT) pentru a proteja drepturile deținute de rețelele locale. ABC News furnizează știri și prezintă conținut de la stații de radio selecte deținute de Cumulus Media, întrucât aceste stații sunt foste proprietăți ABC Radio.